# Liste de jeux Windows (U)
Cette liste de jeux Windows dont le titre commence par la lettre U recense des jeux vidéo sortis sur le système d'exploitation Windows pour PC.
Pour un souci de cohérence, la liste utilise les noms français des jeux, si ce nom existe.
Cette liste est découpée, il est possible de naviguer entre les pages via le sommaire.
- Ubik
- UEFA Challenge
- UEFA Champions League Season 1998/99
- UEFA Champions League Season 2001/2002
- UEFA Champions League 2004-2005
- UEFA Champions League 2006-2007
- UEFA Euro 2000
- UEFA Euro 2004
- UEFA Euro 2008
- UEFA Euro 2012
- UFO: Afterlight
- UFO: Aftermath
- UFO: Aftershock
- UFO: Alien Invasion
- UFO: Enemy Unknown
- UFO: Extraterrestrials
- Ultima IX: Ascension
- Ultima Online
  - Ultima Online: The Second Age
  - Ultima Online: Renaissance
  - Ultima Online: Third Dawn
  - Ultima Online: Lord Blackthorn's Revenge
  - Ultima Online: Age of Shadows
  - Ultima Online: Samurai Empire
  - Ultima Online: Mondain's Legacy
  - Ultima Online: Kingdom Reborn
  - Ultima Online: Stygian Abyss
- Ultima Underworld
- Ultima Underworld II
- Ultim@te Race Pro
- Ultimate Custom Night
- Ultimate Duck Hunting
- Ultimate General: Civil War
- Ultimate General: Gettysburg
- Ultimate Haunted House, The
- Ultimate Marvel vs. Capcom 3
- Ultimate Ride
- Ultimate Soccer Manager
- Ultimate Soccer Manager 2
- Ultimate Spider-Man
- UltraStar
- Umbrella Corps
- Umihara Kawase
- Umihara Kawase Shun
- Umineko no naku koro ni
- Un pas fragile
- Un voisin d'enfer !
- Un voisin d'enfer ! 2 : En vacances
- Unavowed
- Uncharted Waters II: New Horizons
- Uncharted Waters Online
- Uncommon Valor: Campaign for the South Pacific
- Undefined Fantastic Object
- Under a Killing Moon
- Under Night In-Birth Exe:Late
- UnderRail
- Undertale
- Underworld Ascendant
- Une faim de loup
- Une nuit en enfer
- Uncharted 4: A Thief's End
  - Uncharted: The Lost Legacy
- Unearthed: Trail of Ibn Battuta
- Unepic
- Unforeseen Incidents
- Uninvited
- Universal Combat
- Universe at War: Earth Assault
- Unknown Horizons
- Unknown9: Awakening
- Unloved
- Unmechanical
- Uno
- Uno Undercover
- Unpacking
- Unravel
- Unravel Two
- Unreal
- Unreal II: The Awakening
  - Unreal II: eXpanded MultiPlayer
- Unreal Tournament
- Unreal Tournament 2003
- Unreal Tournament 2004
- Unreal Tournament 3
- Unreal Tournament (à venir)
- UnReal World
- Unrest
- Unruly Heroes
- Unspoken, The
- Unstoppable Gorg
- Unsung Story
- Until I Have You
- Untitled Goose Game
- Unturned
- Unvanquished
- Unworthy
- Uplink
- Uprising
- Uprising 2: Lead and Destroy
- Urban Assault
- Urban Chaos
- Urban Empire
- Urban Legend in Limbo
- Urban Runner
- Urban Terror
- Urban Trial Freestyle
- Urgences
- Urlaubs Raser
- Uru: Ages Beyond Myst
  - Uru: To D'Ni
  - Uru: The Path of the Shell
- USA Racer
- Use Your Words
- Ushuaïa, le jeu : À la poursuite des biotrafiquants
- Utawareru mono
- Uurnog

| Sommaire : | Haut - A B C D E F G H I J K L M N O P Q R S T U V W X Y Z 0-9 |